# 뤽 더 용
뤽 더 용(네덜란드어: Luuk de Jong, 1990년 8월 27일 ~ )은 스위스 태생의 네덜란드 축구 선수이다. 현재 포르투갈 프리메이라리가의 포르투에서 공격수로 뛰고 있다.

## 국가대표팀 경력
2011년 2월 9일 필립스 스타디온에서 치러진 네덜란드 축구 국가대표팀과 오스트리아 축구 국가대표팀과의 친선 A매치에서 후반 75분 디르크 카윗과 교체되며 20세의 나이로 국가대표팀 데뷔전을 가졌다.
2023년 3월 3일 클럽팀 PSV 에인트호번의 경기에 전념하기 위해 국가대표팀 은퇴를 발표했다.

## 수상 경력
FC 트벤터
- 에레디비시: 2009–10
- KNVB컵: 2010–11
- 요한 크라위프 스할: 2010, 2011

PSV 에인트호번
- 에레디비시: 2014–15, 2015–16, 2017–18
- 요한 크라위프 스할: 2015, 2016, 2022[3]

세비야 FC
- UEFA 유로파리그: 2019–20[4]
- UEFA 슈퍼컵: 준우승: 2020

국가대표
- UEFA 네이션스리그: 준우승: 2018-19

개인
- 에레디비시 최다 득점자: 2018-19(두샨 타디치와 공동 수상)[5]
- 에레디비시 올해의 팀: 2017-18[6], 2018-19[7]
- UEFA 유로파리그 시즌의 스쿼드: 2019-20[8]